# Raja Aïn Harrouda
Le Raja Aïn Harrouda(en arabe : رجاء عين حرودة) est un club de football féminin marocain. Le club est sacré champion du Maroc en 2009 devant le Raja Club Athletic.

## Joueuses emblématiques
De nombreuses joueuses internationales marocaines fréquente le club, notamment Najat Badri, Ghizlane Chebbak et Zineb Redouani.

## Palmarès
- Championnat du Maroc
  - Champion : 2009
  - Vice-champion : 2006

- Championnat du Maroc D2
  - Vice-champion : 2021[1]